# Porphyrinia innocens
Porphyrinia innocens là một loài bướm đêm trong họ Noctuidae.